# Беррінгтон (Іллінойс)
Беррінгтон (англ. Barrington) — селище (англ. village) в США, в округах Лейк і Кук штату Іллінойс. Населення — 10 722 особи (2020).

## Географія
Беррінгтон розташований за координатами 42°9′9″ пн. ш. 88°7′39″ зх. д. / 42.15250° пн. ш. 88.12750° зх. д. (42.152631, -88.127618).  За даними Бюро перепису населення США в 2010 році селище мало площу 12,44 км², з яких 11,96 км² — суходіл та 0,49 км² — водойми.

### Клімат
| Клімат : Беррінгтон                  | Клімат : Беррінгтон | Клімат : Беррінгтон | Клімат : Беррінгтон | Клімат : Беррінгтон | Клімат : Беррінгтон | Клімат : Беррінгтон | Клімат : Беррінгтон | Клімат : Беррінгтон | Клімат : Беррінгтон | Клімат : Беррінгтон | Клімат : Беррінгтон | Клімат : Беррінгтон | Клімат : Беррінгтон |
| Показник                             | Січ.                | Лют.                | Бер.                | Квіт.               | Трав.               | Черв.               | Лип.                | Серп.               | Вер.                | Жовт.               | Лист.               | Груд.               | Рік                 |
| Абсолютний максимум, °C              | 18,3                | 22,2                | 30,6                | 32,8                | 34,4                | 38,9                | 39,4                | 38,3                | 37,8                | 32,8                | 26,1                | 20,6                | 39,4                |
| Середній максимум, °C                | −0,6                | 1,7                 | 8,3                 | 15,0                | 21,1                | 26,1                | 28,9                | 27,2                | 23,3                | 16,7                | 8,9                 | 2,2                 | 15,0                |
| Середній мінімум, °C                 | −8,3                | −6,7                | −1,7                | 3,9                 | 9,4                 | 15,0                | 17,8                | 17,2                | 12,8                | 6,1                 | 0,0                 | −5,6                | 5,1                 |
| Абсолютний мінімум, °C               | −32,8               | −28,9               | −21,1               | −12,2               | −4,4                | 2,2                 | 4,4                 | 5,0                 | −2,2                | −8,3                | −20,6               | −28,9               | −32,8               |
| Норма опадів, мм                     | 44                  | 37                  | 60                  | 81                  | 88                  | 83                  | 99                  | 122                 | 76                  | 76                  | 70                  | 51                  | 887                 |
| ------------------------------------ | ------------------- | ------------------- | ------------------- | ------------------- | ------------------- | ------------------- | ------------------- | ------------------- | ------------------- | ------------------- | ------------------- | ------------------- | ------------------- |
| Джерело: MSN Weather and Weather.com |                     |                     |                     |                     |                     |                     |                     |                     |                     |                     |                     |                     |                     |

## Демографія
Згідно з переписом 2010 року, у селищі мешкало 10 327 осіб у 3909 домогосподарствах у складі 2724 родин. Густота населення становила 830 осіб/км².  Було 4234 помешкання (340/км²).
Расовий склад населення:
| - 92,1 % — білих - 3,7 % — азіатів - 1,0 % — чорних або афроамериканців - 0,2 % — корінних американців - 1,4 % — осіб інших рас |

До двох чи більше рас належало 1,7 %. Частка іспаномовних становила 4,5 % від усіх жителів.
За віковим діапазоном населення розподілялося таким чином: 28,5 % — особи молодші 18 років, 55,1 % — особи у віці 18—64 років, 16,4 % — особи у віці 65 років та старші. Медіана віку мешканця становила 42,9 року. На 100 осіб жіночої статі у селищі припадало 89,0 чоловіків;  на 100 жінок у віці від 18 років та старших — 84,6 чоловіків також старших 18 років.
Середній дохід на одне домашнє господарство  становив 158 243 долари США (медіана — 116 062), а середній дохід на одну сім'ю — 175 282 долари (медіана — 136 331). Медіана доходів становила 122 614 долари для чоловіків та 61 080 доларів для жінок. За межею бідності перебувало 6,3 % осіб, у тому числі 8,6 % дітей у віці до 18 років та 8,0 % осіб у віці 65 років та старших.
Цивільне працевлаштоване населення становило 4834 особи. Основні галузі зайнятості: освіта, охорона здоров'я та соціальна допомога — 23,6 %, науковці, спеціалісти, менеджери — 16,2 %, фінанси, страхування та нерухомість — 14,5 %.